# تارسو
تارسو (انگلیسی: Tarso) یک منطقه مسکونی در کشور کلمبیا است.